# دریاچه بلنکویه (سرزمین آلتای)
دریاچه بلنکویه (روسی: Беленькое) یک دریاچه در سرزمین آلتای کشور روسیه است.